# Őszödi beszéd

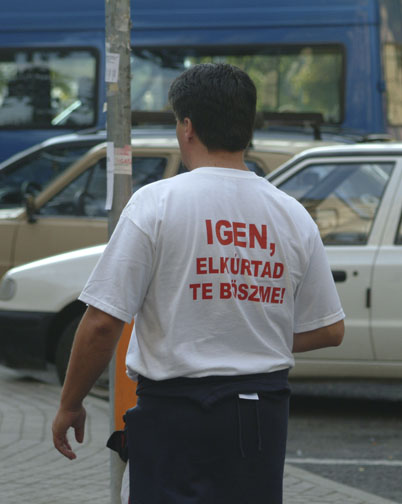
Gyurcsány-ellenes tüntető a beszéd szófordulataira („elkúrtuk”, „Európában ilyen böszmeséget még ország nem csinált, mint amit mi csináltunk”.) és az MSZP 2006-os kampányszlogenjére („Igen. Megcsináltuk.”) utaló pólóban

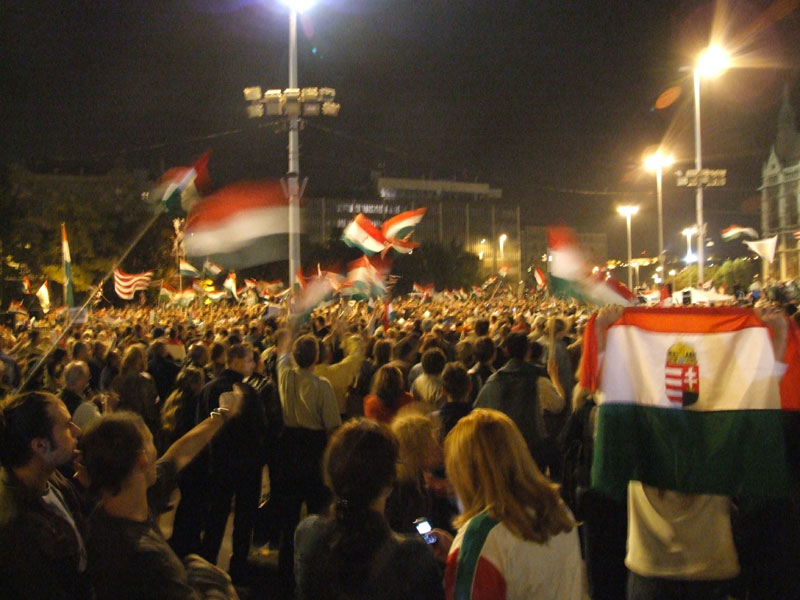
Tüntetők a Kossuth téren 2006. szeptember 20-án

Az őszödi beszéd néven elhíresült szónoklat Gyurcsány Ferenc akkori miniszterelnök 2006. május 26-án, egy hónappal a parlamenti választási győzelem után az MSZP frakció zárt balatonőszödi ülésén tartott záróbeszéde, amelyben a bevezetendő reformok mellett érvelt a szocialista frakció tagjai előtt. Gyurcsány a frakcióülés után két nappal hozta nyilvánosságra részletes politikai programját.
A záróbeszéd részletét 2006. szeptember 17-én ismeretlen személyek egyidejűleg több magyar sajtótermék szerkesztőségének is eljuttatták, és először csak részletei kerültek nyilvánosságra, rövid idő múlva azonban egy hosszabb, 25 perces rész is (pl. Gyurcsány Ferenc blogján); több gondolata és fogalmazásmódja sokakban felháborodást keltett.
Többek között beismerte, hogy hibákat követtek el:
Elkúrtuk! Nem kicsit, nagyon!
A beszéd őszi nyilvánosságra kerülése bizalmi válságot okozott: Budapesten és számos magyarországi városban tüntetéssorozat kezdődött. Tüntetők, közéleti személyiségek, magyar és külföldi politikusok követelték a miniszterelnök lemondását.
A kormányoldal széles körű népszerűségvesztését meglovagolva az ellenzéki Fidesz erőteljes kampányt indított. Ebben – mivel illegitimnek tekintette a miniszterelnököt – a közelgő önkormányzati választásokat a kormányról szóló népszavazásnak állította be, amelynek sikere után szakértői kormánynak kell irányítania az országot az esetleges előrehozott választásokig.
Az önkormányzati választásokon a Fidesz–KDNP győzelmet aratott. A Fidesz 72 órás politikai „ultimátumot” adott a kormányfőnek, de az nem mondott le, hanem bizalmi szavazást kért maga ellen az Országgyűlésben, amit a kormánypárti képviselők egyhangú támogatásával megnyert. Ezután a miniszterelnökről alkotott véleményüket kifejezve[forrás?] a fideszes és KDNP-s képviselők – a frakcióvezetők kivételével – hosszú ideig Gyurcsány Ferenc összes parlamenti felszólalásakor kivonultak az ülésteremből. A folyamatos politikai támadások a miniszterelnököt „hozzáragasztották” a pártjához, ami azután nagymértékben meghatározta a balliberális kormánykoalíció sorsát valamint a 2010-es választás kimenetelét.

## A frakcióülés
A 2006-os választási győzelem után az MSZP a balatonőszödi kormányüdülőben tartotta a 190 fős parlamenti frakció nem nyilvános alakulóülését. A május 26-iki háromórás eseményen eleinte győzelmi hangulat uralkodott. Az ülést Lendvai Ildikó vezette, a téma Gyurcsány Ferenc programbeszéde volt. Ebben a miniszterelnök ismertette, hogy százmilliárdos nagyságrendű költségvetési kiigazításra van szükség pár hónapon belül, még az önkormányzati választások előtt. A programbeszéd drámaian hatott. Ezután hozzászólások következtek. Többek között felszólalt Gál J. Zoltán, Veres János, Horn Gyula, Kökény Mihály, Vitányi Iván. Sok frakciótagot meglepetésként ért az ország valós gazdasági helyzete. A megszorítások miatt várhatóan bekövetkező népszerűségvesztéstől tartva ellenállás mutatkozott, főleg a vidéki polgármesterek részéről. A hozzászólások után Gyurcsány Ferenc 25 percben reagált az elhangzottakra. A második felszólalás híresült el azután „őszödi beszéd” néven.
A miniszterelnök mindkét beszédét jegyzetek nélkül, fejből mondta el.

## A beszéd üzenete, és utalásai
A beszédben a bevezetendő reformok mellett érvelt a szocialista frakció tagjai előtt.

### A hazugságokról
Kimondta, hogy „változtatni kell, hiszen a politika az elmúlt években hazugságra épült, és ennek a választások előtti másfél évben részesei voltak ők is, mert nem tudtak kitörni”.
Bár utólag a miniszterelnök úgy magyarázta, az elmúlt 16 év hazugságairól beszélt, a beszéd arra tartalmaz világos utalásokat, hogy saját kormánykoalíciója szándékolt és rendszeres hazugságairól, illetve a parlamenti választások előtt a választók elől eltitkolt tényekről van szó:
„Nyilvánvalóan végighazudtuk az utolsó másfél-két évet. Teljesen világos volt, hogy amit mondunk, az nem igaz. Annyival vagyunk túl az ország lehetőségein, hogy mi azt nem tudtuk korábban elképzelni, hogy ezt a Magyar Szocialista Párt és a liberálisok közös kormányzása valaha is megteszi.”
„Amit meg lehetett csinálni az elmúlt egy hónapban, azt megtettük. Amit az azt megelőző hónapokban titokban meg lehetett csinálni úgy, hogy nehogy a választási kampány utolsó heteiben előkerüljenek olyan papírok, hogy mire készülünk, azt megtettük. Úgy őriztük a titkot, hogy miközben tudtuk és ti is tudtátok, hogyha el fog jönni a választási győzelem, utána nagyon neki kell állni, hogy soha ilyen problémánk nem volt.”

### A reformokról, az ország sorsáról
A miniszterelnök sokat beszélt arról, hogy új politikát kell csinálni az országban, bátor és előremutató politikát.
„Jöttek párak, akik nem szarakodtak azon, hogy a megyei önkormányzatban lesz-e majd helyük, vagy nem, hanem megértették, hogy másról szól ez a kurva ország. Hogy megértik azt, hogy azért érdemes politikusnak lenni itt a XXI. század elején, hogy csináljunk egy másik világot.”
„Mi lenne, ha nem az egymás közötti faszkodás miatt veszítenénk el a népszerűségünket, hanem mert csinálunk nagy társadalmi ügyeket. És nem probléma, hogy elveszítjük akkor egy időre a társadalom, a támogatásunkat. Aztán majd visszaszerezzük. Mert majd megértik. És el lehet majd menni vidékre nyugodtan, hogy megcsináltuk, a hétszázát.”
„Erről szól a politika. Nem arról, hogy melyikünkből lesz kerületi polgármester, mégis hány darab helyettese lesz.
Szóval azt tudom nektek mondani, hogy álljunk meg, csináljuk meg.”

## Későbbi események
A beszédről Őszödön két „hivatalos” hangfelvétel készült a kormányüdülő saját hangrendszerén. Az egyik Gál J. Zoltán akkori miniszterelnöki kabinetfőnökhöz, a másik Butor Klára pártigazgatóhoz került. A két felvétel nem azonos, mert eltérő időpontban fordították meg a kazettákat. A felvételeket a hangosítást végző cég, a Frenreisz Károly tulajdonában álló Omega Trading Kft. két technikusa készítette. (Utóbb Bajnai Gordon miniszterelnöksége idején egy titkosszolgálati vizsgálat megállapította, hogy a miniszterelnökségi változat került napvilágra.)
Gál J. Zoltán még aznap Vörös T. Károlynak, a Népszabadság akkori főszerkesztőjének elmondta telefonon, hogy „a főnök nagyon jó beszédet mondott”. Vörös arra kérte őt, hogy küldje át a lapnak a szöveget, de az elmaradt. Ehelyett Gál a szöveget legépeltette, elolvasás után azonban úgy döntött, megtiltja, hogy azt a pártvezetőkön kívül más is olvashassa. Ennek ellenére később mégis olvasták külsősök a szöveget. A szocialisták nem gondolták, hogy titkolni kellene a beszédet: elkezdtek pletykálni róla.
MSZP-n kívüli közszereplők először akkor értesültek a beszéd stílusáról és tartalmáról, amikor még a frakcióülés estéjén a miniszterelnök szűk köre beszámolt erről a ülésre eredetileg meghívott, ám azon részt nem vevő szabad demokrata vezetőknek.

## Kiszivárgás, vizsgálat és találgatások
A záróbeszédet 2006. szeptember 17-én délután ismeretlen személy(ek) egyidejűleg a Magyar Rádiónak, az RTL Klubnak és Weyer Balázsnak, az Origo internetes portál főszerkesztőjének egy CD-n, MP3-as formátumban juttatták el. A rádió 16 órai híreiben és honlapján is közölte a hírt. 17 óra körül az RTL Klub egyik riporterének Gyurcsány Ferenc Győrben elismerte: ő beszél a felvételen.
Nincs konszenzus akörül, hogy a beszéd hogyan szivárgott ki. Gyurcsány Ferenc többször tagadta, hogy az neki állt volna érdekében. Ezután Szilvásy György kancelláriaminiszter utasítására a Nemzetbiztonsági Hivatal kezdte meg a vizsgálatot, hogy az őszödi védett kormányüdülő további lehallgathatóságát megszüntesse. 2009 decemberében tették közzé a kiszivárgásról szóló, több mint három évig tartó nemzetbiztonsági vizsgálat eredményeit az MTV Híradójában. Ez kizárta, hogy az épületen vagy az üdülőn kívülről történt volna a lehallgatás. Megállapította, hogy a felvétel készítése nem volt jogellenes, nem használtak hozzá titkosszolgálati eszközöket. Tóth Károly, a nemzetbiztonsági bizottság szocialista alelnöke azt nyilatkozta a Hírszerző.hu véleményportálnak, hogy "az MSZP vezetésében, méghozzá a hivatalos felvételhez szabályos körülmények között hozzáférők között kell keresni a balatonőszödi hangfelvétel kiszivárogtatóját" Szekeres Imre, akkori MSZP-kampányfőnök nyilatkozata szerint a felvételek őrzői nem jelezték, hogy azok eltűntek volna. Szilvásy György 2013-ban azt nyilatkozta, hogy a Nemzetbiztonsági Hivatal szakértői szerint a kiszivárgott felvétel az MSZP-nél található felvétellel egyezett meg, ám a vizsgálatból nem derül ki, hogy ki felelős a kiszivárgásért. Amikor kiderült, hogy a kiszivárgásért felelőst az MSZP-n belül kell keresni, Gyurcsány Ferenc a párton belüli újabb feszültségek elkerülése érdekében leállíttatta a további vizsgálatot.
Továbbra sem egyértelmű, hogy a felvételek, vagy azok másolata végül hogyan jutott el a sajtóhoz. Brády Zoltán, a Kapu folyóirat főszerkesztője 2009 áprilisában, Rózsa-Flores Eduardo halála után azt nyilatkozta, hogy a beszéd felvételét Rózsa-Flores-sel ők ketten juttatták el a nyilvánosságnak. Gyurcsány Ferenc 2011 júniusában leírta és elküldte Mesterházy Attila MSZP-elnöknek a rendelkezésére álló információkat, köztük azoknak a nevét, akik szerinte kiszivárogtathatták a beszédet. Ezt azzal magyarázta, hogy Szanyi Tibor, az MSZP elnökségi tagja egy nyilatkozatában arról beszélt, hogy Gyurcsány vagy köre juttatta ki a beszédet a sajtónak. Mesterházy másnap újságírók előtt olvasatlanul megsemmisítette a Gyurcsánytól kapott borítékot. Lépését úgy indokolta: ha Gyurcsány nem érzi megdönthetetlennek, és ezért nem hozza nyilvánosságra információit, akkor tőle sem várható, hogy ezt helyette megtegye. Az MSZP elnöke azt is felidézte, hogy a 2011 májusában rendezett frakcióülésen többen arra szólították fel a fórumokon árulásról beszélő Gyurcsány Ferencet, hogy mondja meg, kit gyanúsít a beszéd kiszivárogtatásával, de ő ezt nem tette meg. Gyurcsány 2012 szeptemberében a TV2-n sugárzott interjúban azt mondta: értesülései szerint három korábbi párttársa, akkori MSZP-s vezetők szivárogtathatták ki a beszédet. Neveket nem említett, csak annyit mondott, hogy egy nőről és két férfiról van szó, de mivel nincsenek cáfolhatatlan bizonyítékai, nem mondja meg, kikről van szó. Ha biztosan tudja, hogy ki felelős a beszéd nyilvánosságra jutásáért, megosztotta volna ezt az információt, eljárást indított volna az elkövetők ellen, kizáratta volna az MSZP-ből és elzavarta volna a kormány közeléből őket.
Szabó Bálint, a Demokratikus Koalíció egyik akkori tagja 2013 májusában több interjúban elmondta, hogy bizonyos „MSZP-s felsővezetők", akiknek a keresztneve "Katalin, Imre és Ferenc”, még a beszéd kiszivárgása előtt, 2006 nyarán, Rózsa-Flores Eduardo Eötvös utcai lakásán találkozott Rózsa-Flores-sel, és ott együtt hallgatták a beszéd részleteit. Gyurcsány 2013. április-májusi nyilatkozatai szerint a kiszivárogtatásban egy olyan "debreceni szál" is volt, amely nem a baloldalhoz kötődik, amely "a városházáig, a polgármesterig vezet".
Bizonyos jelek arra utalnak, hogy a beszéd néhány nappal 2006. szeptember 17-e előtt ellenzéki kapcsolatokkal rendelkező informatikusokhoz került, sőt Orbán Viktor 2006. nyári megnyilatkozásából néhány politológus arra következtetett, hogy a Fideszhez már hónapokkal korábban eljuthatott. Szabó Bálint 2013 júniusában három jobboldali és négy baloldali politikust tett felelőssé a kiszivárogtatásáért, ám az állításait bizonyító hangfelvételt nem volt hajlandó közzétenni. Elsőként Bíró Márk fideszes országgyűlési képviselő nevét említette, állítása szerint Rózsa-Flores Eduardo Bírónak adta át azt a hangfelvételt, amely az állítólagos Eötvös utcai találkozót rögzítette, így az a felvétel is a Fideszhez került. Rózsa-Flores a nógrádi Szurdokpüspökibe költözött 2004-ben, Bíró pedig a Fidesz megyei szervezetében politizált. Miután kiderült, hogy a Szabó által megnevezett "Katalin, Imre és Ferenc" Szili Katalint, Szekeres Imrét és Baja Ferencet jelöli, Szili pert indított Szabó ellen rágalmazás és jó hírnév megsértése miatt, amely során Szekeres és Baja is felszólalt tanúként, 2014. június 30-án a bíróság pedig első fokon elmarasztalta Szabót az őszödi beszéd kiszivárgásával kapcsolatban tett nyilatkozatai miatt, ezért őt a bíróság 1,5 millió forint nemvagyoni kártérítésre kötelezte, és eltiltva a további jogsértéstől kötelezte arra is, hogy az ítélet rendelkező részét saját költségén hozza nyilvánosságra a Heti Válaszban és az ATV Egyenes Beszéd című műsorában, ennek azonban azóta sem tett eleget.
Tíz nappal a kiszivárogtatás után került fel Gyurcsány Ferenc blogjára a nyilvánosság előtt addig nem ismert, egyórás őszödi bevezető beszéd leirata.

## Gyurcsány Ferenc magyarázatai
A miniszterelnök több nyilatkozatában is kifejtette, hogy a mondatainak stílusa és a hangnem egy szenvedélyes beszéd kellékei, „költői túlzások”, indulatok, Lendvai Ildikó MSZP-frakcióvezető nyilatkozata szerint Gyurcsány nem csak magáról, pártjáról és kormányáról, hanem az egész rendszerváltó elitről beszélt, amikor hazugnak nevezte a rendszert, s ezt később a miniszterelnök is megerősítette.

## Reakciók

### A köztársasági elnök reakciója
Sólyom László szeptember 18-án adott beszédében kijelentette, hogy köztársasági elnökként nincsen közjogi lehetősége a beavatkozásra, illetve „a tegnapi hír morális válságba sodorta az országot, és ezt a válságot a miniszterelnök reakciói csak fokozták. Személyes felelősségét összemosta az elmúlt 16 évvel”. Mint mondta, semmilyen cél nem teheti lehetővé, hogy megkérdőjelezze a demokratikus normákat és ennek nyilvános elismerését várja a kormányfőtől.

### Kormánypárti reakciók
A hanganyag nyilvánosságra kerülését követően Gyurcsány Ferenc több médiumnak is nyilatkozott a felvételről, és egyértelművé tette: nem kíván lemondani, valamint a beszéd tartalmát vállalhatónak tartja.
Az MSZP kiállt a miniszterelnök mellett, ahogy az SZDSZ frakció is szinte azonnal támogatásáról biztosította a kormányfőt, annak ellenére, hogy közleményében a beszéddel sem tartalmában, sem stílusában nem ért egyet, illetve egyúttal biztosította az MSZP-t, hogy a koalíciós együttműködésre nincs kihatással a dolog. Az egyetlen MSZP-s csoportosulás, amely negatívan értékelte a miniszterelnököt, a párt Társadalompolitikai Tagozata; ennek tiszteletbeli elnöke, Gazsó Ferenc szerint Gyurcsány Ferenc szavainak eredményeképp megsérült a parlamenti demokrácia tekintélye, a miniszterelnök elvesztette erkölcsi hitelét. Gazsó már korábban is többször bírálta a koalíciós politikát

### Ellenzéki reakciók
A beszéd nyilvánosságra kerülését követően minden parlamenti ellenzéki párt lemondásra szólította fel Gyurcsány Ferencet, Navracsics Tibor, a Fidesz frakcióvezetője ezen felül levélben kérte fel a köztársasági elnököt, hogy ő is szólítsa fel lemondásra a miniszterelnököt, illetve minden alkotmányos eszközt vessen be elmozdítására.
Pár nappal később Orbán Viktor úgy nyilatkozott, hogy „a Fidesz számára csak jogi értelemben Magyarország miniszterelnöke, erkölcsi és politikai értelemben bukottnak tekintjük, nincs vele miről tárgyalnunk”, illetve „a mi higgadt, nyugodt álláspontunk az, hogy egy beteges hazudozóval van dolgunk”. Megoldásként több interjúban, nyilatkozatban javasolta, hogy az önkormányzati választásokat (konkrétan annak pártlistás szavazatait) tekintsék egyfajta népszavazásnak, melyen, amennyiben a szavazás eredménye az MSZP politikájának elutasításával zárul, a miniszterelnöknek le kell mondania, és „magával vinnie a csomagját is”, ezután pedig egy pártemberektől mentes, korlátozott mandátumú szakértői kormánynak kell irányítania az országot az új kormány záros határidőn belül történő demokratikus megválasztásáig [forrás?].

### Szakelemzők véleménye
Török Gábor politológus 2016-ban azt mondta, hogy „a választási győzelem után az újjáválasztott miniszterelnök a korábban nem hangoztatott átalakításokhoz akarta megszerezni a frakció támogatását. Úgy ítélhette meg, hogy ehhez szüksége van egy felrázó-dramatizáló beszédre, hiszen Gyurcsánytól amúgy sem állt távol ez a „szemben a világgal” stílus, a „nagy beszéd” műfaja, itt pedig ennek még funkciója is lehetett.”
Perlaky-Papp József PR-tanácsadó szerint Gyurcsány kommunikációja mindenben megfelelő volt a beszéd nyilvánosságra kerülése után, azonban presztízsét, politikai hitelességét teljesen elveszítette, a „brand” tönkrement, ezért még jó kommunikációval sem tudott enyhíteni a válságon.

### Kormányellenes megmozdulások

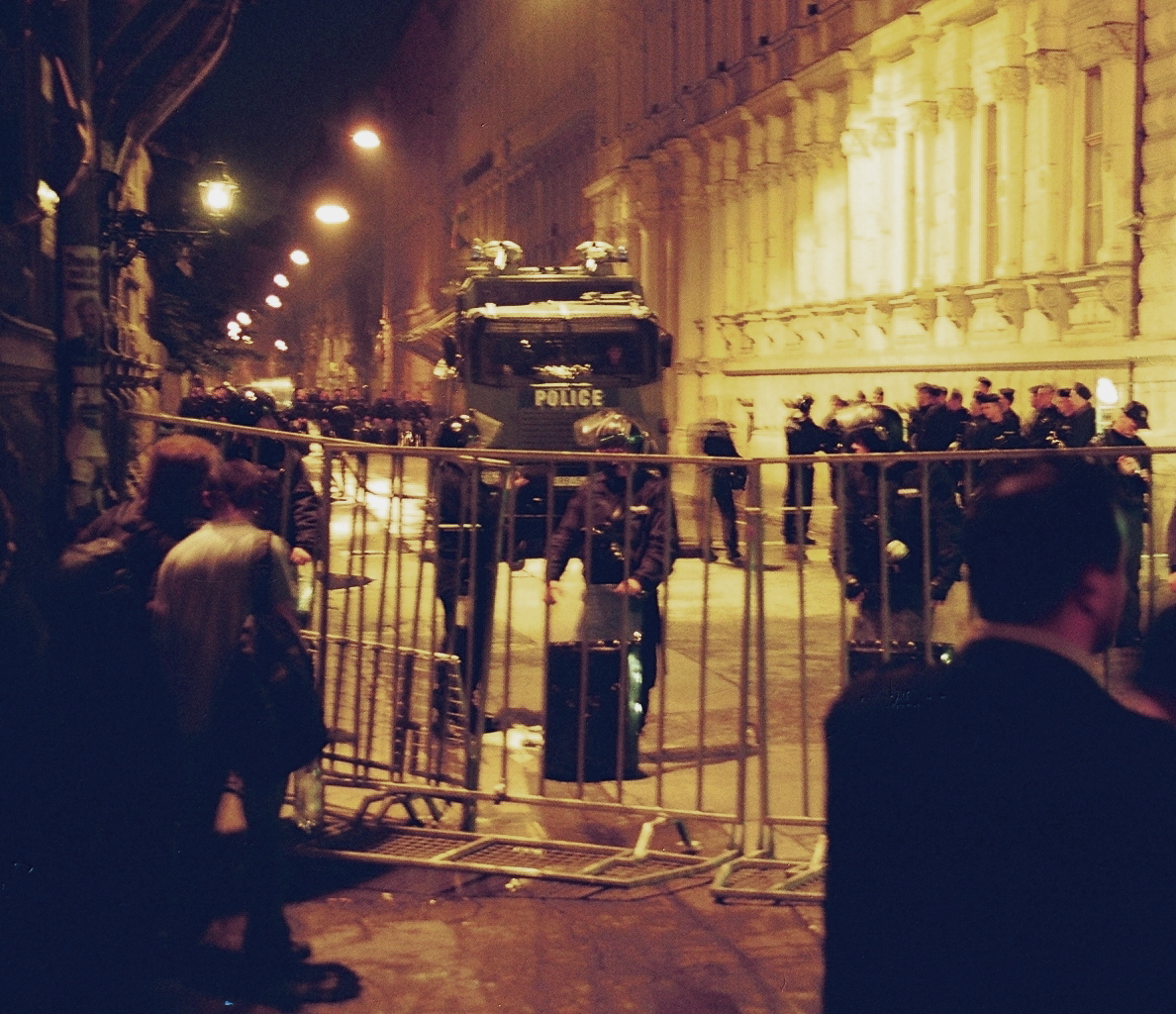
2006. szeptember 20. Rendőrök zárták le a Magyar Rádióhoz vezető Bródy Sándor utcát

A beszéd kiszivárgását követően 24 órán belül Budapesten és több vidéki városban is tüntetéssorozat kezdődött, amelyben a tiltakozók a miniszterelnök lemondását követelték. Budapesten a felháborodott tüntetők boltok kirakatait törték be és parkoló autókat rongáltak meg, jelentős károkat okozva ezzel. Szeptember 18-án este a tüntetésen megjelentek egy csoportja megrohamozta és megrongálta a Magyar Televízió székházát is. A rendszeres, napi tüntetések nagyjából november elejéig tartottak.

### Közvéleménykutatások
A jobboldali politikai erők a beszéd nyilvánosságra kerülése után folyamatosan a miniszterelnök távozását követelték; a közvéleménykutatásokon körülbelül egyenlő arányban voltak a lemondását és a maradását kívánók. Az MSZP támogatottsága és Gyurcsány Ferenc népszerűsége az eset után ugyan nem változott jelentősen, azonban már a beszéd nyilvánosságra kerülésekor is alacsony volt; az októberi önkormányzati választásokon a Fidesz elsöprő erejű győzelmet aratott, 2007 elejére pedig előnye a biztos szavazók körében 15-20 pont között mozgott.

### Külföldi visszhang
Az Európai Néppárt elnöke távozásra szólította Gyurcsány Ferencet és a magyar kormányt.
Az Európai Szocialisták Pártjának elnöke, a korábbi dán miniszterelnök Poul Nyrup Rasmussen támogatta a szocialista kormányfőt: „Gyurcsány Ferenc a legmegfelelőbb személy a magyarországi reformok irányítására”.

## Megjelenése a populáris kultúrában
A beszédről és annak következményeiről Dézsy Zoltán 2013-ban „Elment az öszöd” címmel filmet készített, melyben Sás Péter alakítja Gyurcsány Ferenc miniszterelnököt. A filmet a Nemzeti Kulturális Alap 5 millió forinttal támogatta. A film nem talált pozitív visszhangra a nézők és a kritikusok között sem. Utóbbiak kifogásolták az erőtlen és túlzásba vitt, némafilmekre emlékeztető alakításokat, az állandó utalásokat, amelyekből nem derül ki, hogy az alkotók mire is céloznak. Hiányolják a film konkrét mondanivalóját, a történetét zavarosnak és követhetetlennek találják. A Dézsy-féle film értékelése az IMDB adatbázisa szerint 1,2.
A beszédet és következményeit évekkel később újból megpróbálták megfilmesíteni. Az újabb film az Elk*rtuk címet viseli, rendezője a brit Keith English. A filmben Dobrev Klárát Gubás Gabi játssza. A producere Kálomista Gábor. Az IMDB adatai szerint a film 800 millió forintból készült, értékelése az IMDB adatbázisa szerint 1,3. A politikai krimit 2021. október 21-én mutatták be.

## Kapcsolódó szócikk
- A 2006-os ősz